# Mine de Kinsevere
La mine de Kinsevere, est une mine à ciel ouvert de cuivre située dans la province de Katanga en République démocratique du Congo. Le site minier de MMG se situe à Kinsevere à 35 Km au Nord-Est de la ville de Lubumbashi et est entouré principalement de la biodiversité. 

## Exploitation de la mine
La mine de Kinsevere a été acquise en 2012 par MMG (Minerals and Metals Group) Limited avec un accord de bail avec la Gécamines et elle est en exploitation depuis 2007. La mine produisait principalement de la malachite (Cu2CO3(OH)2) extrait à ciel ouvert, avec des conditions de sol permettant d’exploiter la plupart des zones sans dynamitage. L’usine hydrométallurgique de MMG Kinsevere a une capacité installée de traitement des minerais d’environ 250 tonnes des minerais secs par heure et le rendement global de récupération de l’usine est de 95 %. Actuellement, les mines opérationnelles se retrouvent dans une phase de transition se traduisant par la baisse progressive de la quantité des minerais oxydés pour produire des minerais mixtes (oxydés-sulfurés) contenant le cuivre sous forme de Chalcopyrite CuFeS2 , ce qui a conduit l’usine vers une autre phase d’exploitation 

## Expansion de Kinsevere
En mars 2022 le conseil d’administration de MMG Limited s’est engagé à prolonger d’au moins 13 ans la durée de vie de son opération de Kinsevere en RD Congo. Le projet ajoute une quantité importante de production de cobalt, à un moment où la demande de véhicules électriques pour la transition énergétique va s’accélérer. Ce projet d’expansion de Kinsevere portera la production annuelle de cathodes de cuivre à 80 000 tonnes et de 4 000 à 6 000 tonnes de cobalt sous forme d’hydroxyde de cobalt. La construction de la nouvelle usine a commencé en 2022 et la première production de cobalt est prévue en 2023. La première production des cathodes de cuivre à partir du gisement de sulfure devrait avoir lieu en 2024 et la mine continue à produire des cathodes de cuivre à partir du gisement d’oxyde restant pendant la phase de construction 